# Малые Реки (микрорайон)
Малые Реки  — микрорайон в Орджоникидзевском районе города Перми.

## География
Микрорайон находится на западном берегу залива Камского водохранилища при впадении речки Васильевка в Чусовую. Представляет собой массив частных домов. С севера ограничен территорией Пермского ЦБК, с юга оврагом, отделяющим его от Нижней Васильевки, с запада территорией железнодорожной станции Голованово.

## История
Можно предположить, что заселение данной местности началось в начале 1950-х годов, когда в зону затопления Камской ГЭС вошли несколько близлежащих населенных пунктов. Известен с 1963 года, когда населенный пункт Малые Реки был передан из Верхне-Муллинского района (ныне Пермский район) в подчинение Лядовского поселкового совета. В 2000 году здесь насчитывалось 124 дома и 74 дачи. В 1972 году Малые Реки вошли в состав Перми.

## Улицы
Основная улица микрорайона Малореченская (в широтном направлении), параллельно ей проходят (с севера на юг) улицы Талалихинская, Попова, Ветлянская, Дальневосточная, Садовая. Перпендикулярно (с запада на восток): Железнодорожная, Челвинская, Загорская, Головановская, Кочевская (Матросова до 1973 года), Тулвинская и Горнозаводская. На южной и восточной окраинах микрорайона расположены садоводческие товарищества.

## Транспорт
К западу от микрорайона расположена железнодорожная станция Голованово, куда ведет пешеходный переход. От станции можно уехать в другие района города автобусами маршрутов 22, 32 и 58.